# NGC 4195
NGC 4195 est une galaxie spirale barrée située dans la constellation de la Grande Ourse. NGC 4195 a été découverte par l'astronome germano-britannique William Herschel en 1789.

## Caractéristiques
La classe de luminosité de NGC 4195 est III-IV et elle présente une large raie HI.

### Distance
Sa vitesse par rapport au fond diffus cosmologique est de 4 502 ± 10 km/s, ce qui correspond à une distance de Hubble de 66,4 ± 4,7 Mpc (∼217 millions d'al).

### Brillance de surface
En raison d'une brillance de surface égale à 15,08 mag/am2, on peut qualifier NGC 4195 de galaxie à faible brillance de surface (LSB en anglais pour low surface brightness). Les galaxies LSB sont des galaxies diffuses (D) avec une brillance de surface inférieure de moins d'une magnitude à celle du ciel nocturne ambiant.